# Bataille de Tolentino
Pour les articles homonymes, voir Tolentino (homonymie).
Campagne d'Italie (1814-1815) 
Guerre napolitaine
Batailles
Batailles des Cents-Jours
Campagne du duc d'Angoulême
- Ajaccio
- Bonifacio
- Montélimar
- Loriol

Campagne de Belgique
- Ligny
- Quatre-Bras
- Waterloo
- Wavre

Campagne de France de 1815
- Maubeuge
- Huningue
- La Souffel
- Vélizy
- Rocquencourt
- Sèvres
- Issy

Guerre napolitaine
- Panaro
- Ferrare
- Occhiobello
- Carpi
- Casaglia
- Ronco
- Cesenatico
- Pesaro
- Scapezzano
- Tolentino
- Ancône
- Castel di Sangro
- San Germano
- Gaète

Guerre de Vendée et Chouannerie de 1815
- Les Échaubrognes
- L'Aiguillon
- Aizenay
- Sainte-Anne-d'Auray
- Cossé
- Saint-Gilles-sur-Vie
- Redon
- Les Mathes
- Muzillac
- Rocheservière
- Thouars
- Auray
- Châteauneuf-du-Faou
- Guérande
- Fort-la-Latte

La bataille de Tolentino eut lieu les 2 et 3 mai 1815 entre des forces autrichiennes commandées par le maréchal Bianchi et une armée italienne menée par Joachim Murat, roi de Naples, durant la guerre napolitaine. Une armée autrichienne, commandée par Neipperg, joua un rôle décisif sans combattre.

## Contexte historique
Avec l’abdication de Napoléon à Fontainebleau, à l’approche du congrès de Vienne, Murat commence à comprendre que l’Autriche ne respectera pas la clause secrète du traité de Naples, signé le 11 janvier 1814, lui garantissant de conserver son royaume de Naples. Contenu en Italie du Nord avec son armée, il n'est pas autorisé à traverser les territoires autrichiens. Aussi, le 1er mars 1815, quand Napoléon débarque à Golfe-Juan, décide-t-il de conquérir l’Italie pour son propre compte.

## Campagne précédant la bataille
Un premier combat a lieu le 27 mars. Le 30, Joachim Murat publie la proclamation de Rimini, où il appelle les Italiens à se soulever contre le joug autrichien. Cette proclamation est considérée comme fondatrice du Risorgimento, le mouvement de renouveau italien qui mène à l’unité en 1861.
Il continue par la prise de Bologne le 3 avril, puis Cento et Ferrare, avant d’échouer devant Occhiobello. Une de ses armées, qui occupait la Toscane, est vaincue. Murat recule donc, arrive à Ancône le 29 avril. Obligé de combattre, il s’établit à Tolentino, au milieu des Apennins : la situation est en effet favorable pour maintenir les deux armées autrichiennes de Neipperg et Bianchi séparées.
Cependant, le 29 avril, des hussards hongrois enlèvent la place de Tolentino.

## Déroulement de la bataille
Le 1er mai, les Autrichiens de Bianchi s’établissent à proximité de Tolentino. Murat délègue un détachement pour empêcher Neipperg de rallier Bianchi, puis attaque celui-ci, en espérant le vaincre rapidement avant de se retourner sur Neipperg. Bianchi, au contraire, lutte pied à pied pour tenir le plus longtemps possible.
Le 2 mai, la bataille commence dès l’aube. Les premiers engagements permettent la capture du maréchal Bianchi, aussitôt libéré par une charge de hussards. L’armée napolitaine réussit à avancer quelque peu, mais sans gain significatif. Le château de la Rancia, avant-poste autrichien, est pris et repris jusqu’à une heure du matin (3 heures actuellement).
Le 3 mai, le brouillard retarde la reprise des combats jusqu’à 7 heures. Les collines du Cantagallo sont prises par les Napolitains, ainsi que le château de la Rancia, qui donne un point de départ pour de nouvelles avancées après de durs combats d’infanterie.
Cependant, la situation était encore indécise, lorsque Murat reçoit plusieurs messages :
- l’armée du comte de Neipperg serait en train d’avancer, le général Carrascosa (it) ayant refusé le combat à Cesano ;
- une autre armée autrichienne arrivait dans le sud de l’Italie, ce qui menace la retraite de Murat.

Il sonne donc la retraite, ce qui provoque sa défaite.

## Suites
Murat est obligé de s’enfuir : le 18 mai il arrive à Naples, qu’il quitte aussitôt pour Cannes (25 mai). Il y apprend qu’il est déchu de son titre de roi, arrive en Corse le 25 août, avant de revenir à Naples, où s’achève la guerre napolitaine.

## Ordres de bataille

### Ordre de bataille autrichien
- Commandant en chef : Maréchal Frédéric Bianchi, baron ;
- 1re division (général Mohr) :
  - 1re brigade (général Starhemberg) :
    - 1re compagnie du génie : 161 hommes
    - 9e bataillon de chasseurs tyroliens : 1 043 hommes
    - 5e régiment de hussards hongrois prince-régent Georges : 441 hommes
    - bataillon du 61e régiment d'infanterie Saint-Julien (sl) : 400 hommes
    - artillerie : 99 chevaux - 102 hommes

soit : 2 147 hommes - 540 chevaux - 6 canons
- - IIe brigade - (général Senitzer)
    - 2e régiment d'infanterie Hiller (sl) (2 bataillons) 1 971 hommes
    - 43e régiment d'infanterie Simbschen (sl) (2 bataillons) 1 848 hommes
    - 62e régiment d'infanterie Jellacic (sl) (1 bataillon) 969 hommes
    - artillerie : 132 hommes - 8 canons - 70 chevaux

soit : 4 920 hommes - 70 chevaux - 8 canons
- - IIIe brigade - (général Ekhardt)
    - 3e régiment d'infanterie archiduc Charles (sl) (3 bataillons) 2 426 hommes
    - 27e régiment d'infanterie Chasteler (sl) (2 bataillons) 1 490 hommes
    - artillerie : 132 hommes - 8 canons - 70 chevaux

soit : 4 048 hommes - 70 chevaux - 8 canons
- - IVe brigade - (général Taxis)
    - 4e régiment de dragons archiduc de Toscane : 726 hommes
    - artillerie : 97 hommes - 6 canons - 46 chevaux

soit : 823 hommes - 772 chevaux - 6 canons
Total : 11 938 hommes - 1 452 chevaux - 28 canons

### Ordre de bataille napolitain
- Général en chef : Joachim Murat, assisté du général Millet de Villeneuve
  - division d’infanterie de la Garde (général prince Pignatelli Strongoli) :
    - 1er régiment de vélites : 925 hommes
    - 2e régiment de vélites : 1 064 hommes
    - 1 236 voltigeurs
    - 2e régiment d’artillerie : 540 hommes
    - artillerie : 126 hommes
    - Train : 153 hommes

soit : 4 044 hommes - 250 chevaux - 10 canons
- - division de cavalerie de la Garde (général Livron) :
    - hussards : 426 hommes
    - chasseurs : 200 hommes
    - 398 cavaliers
    - Lanciers : 313 hommes
    - artillerie : 106 hommes
    - Train : 133 hommes

soit : 1 576 hommes - 1 894 chevaux - 8 canons
- - IIe division d’infanterie de ligne (général d’Ambroise) :
    - 3e régiment d’infanterie légère : 2 203 hommes
    - 6e régiment d'infanterie de ligne : 2 147 hommes
    - 2e régiment d'infanterie de ligne : 2 096 hommes
    - 9e régiment d'infanterie de ligne : 1 438 hommes
    - Train : 138 hommes
    - artillerie : 207 hommes

soit : 8 229 hommes - 210 chevaux - 10 canons
- - Ire division de cavalerie de ligne (général Rossetti) :
    - 1er régiment de chevau-légers : 242 hommes
    - 2e régiment de chevau-légers : 628 hommes
    - 3e régiment de chevau-légers : 563 hommes
    - 4e régiment de chevau-légers : 416 hommes

soit : 1 849 hommes - 1716 chevaux
Total : 15 678 hommes - 4 070 chevaux - 28 canons

### Armée de Carrascosa
- Effectifs de l’armée de Carrascosa, qui ne put empêcher l’avancée de Neipperg.
  - Ire division d’infanterie de ligne (général Carrascosa)
    - 2e régiment d’infanterie légère : 2 170 hommes
    - 1er régiment d’infanterie de ligne : 2 160 hommes
    - 3e régiment d’infanterie de ligne : 1 826 hommes
    - 5e régiment d’infanterie de ligne : 1 747 hommes
    - artillerie : 211 hommes
    - Train : 142 hommes

soit : 8 256 hommes - 240 chevaux - 10 canons
- - IIIe division d’infanterie de ligne (général Lechi)
    - 1er régiment d’infanterie légère : 2 060 hommes
    - 4e régiment d’infanterie de ligne : 2 045 hommes
    - 7e régiment d’infanterie de ligne : 1 843 hommes
    - 8e régiment d’infanterie de ligne : 2 062 hommes
    - artillerie : 205 hommes
    - Train : 140 hommes

soit : 8 355 hommes - 220 chevaux - 10 canons
- - IVe division d’infanterie de ligne (général Pignatelli Cerchiara)
    - 4e régiment d’infanterie légère : 800 hommes
    - 10e, 11e et 12e régiments d’infanterie de ligne : 1 100 hommes

soit : 1 900 hommes - 500 chevaux
Total : 18 511 hommes, 1 160 chevaux, 20 canons